# جاكوب إس. روجرز
جاكوب إس. روجرز (بالإنجليزية: Jacob S. Rogers)‏ هو مهندس أمريكي، ولد في 12 أكتوبر 1823، وتوفي في 1901.